# Andrej Šeptyckyj
Andrij Šeptyckyj (ukrajinsky Андрій Шептицький, polsky Andrzej Szeptycki; 29. července 1865, Prilbiči – 1. listopadu 1944 Lvov) byl ukrajinský řeckokatolický duchovní a baziliánský mnich, od roku 1901 až do své smrti archeparcha a metropolita lvovský, hlava ukrajinské řeckokatolické církve.

## Činnost
Metropolita Šeptyckyj byl velice agilní v ekumenické oblasti. V roce 1907 předsedal Prvnímu unionistickému kongresu na Velehradě, jehož byl též hlavním organizátorem. V roce 1913 pozval na Ukrajinu redemptoristy. Oponoval polonizační politice druhé polské republiky a jejím snahám násilně zkonvertovat řeckokatolíky na římské katolíky, snažil se dosáhnout porozumění mezi různými etniky a psal rozličná díla na téma spirituality a sociálních otázek.
Ve 30. letech odmítal teror a násilí banderovského křídla Organizace ukrajinských nacionalistů („teroristů, kteří bezpečně sedí za hranicemi a využívají naše děti k vraždění rodičů“), byl příznivcem polsko-ukrajinského smíření. Po smrti vůdce OUN Konovalce v r. 1938 podpořil Banderova soupeře Andreje Melnyka. Přes dosavadní odmítavý postoj k zabíjení na konci června 1939 začal vyzývat "Ukrajince-katolíky" k organizování „batalionů smrti“ pro boj za svoji církev, po 17. září (resp. 23. září, kdy byl obsazen Lvov) pak zase přikázal podřízeným spolupracovat se sověty. Zároveň však začal chystat tajnou evangelizační ofenzivu na území celého SSSR. Ta byla ve Vatikánu přijímána s rozpaky. Na jednu stranu oceňovali snahu obracet ateisty na víru, na stranu druhou upřednostňovali pochopitelně římskou konfesi před řeckou.
Celá 30. léta tvrdil, že (cit.) „nejupřímnějšími spojenci Ukrajiny se jeví Němci (pod vedením svého vůdce Adolfa Hitlera), s nimiž je nutné navázat kontakt a spolupráci“ a po přepadení Sovětského svazu Německem tedy zahájil jako zapálený ukrajinský nacionalista nejtěsnější spolupráci s novou mocí. Den po okupaci Lvova a po ukrajinských pogromech na místní Židy (proti nimž odmítl zasáhnout i přes osobní žádost vrchního lvovského rabína) prohlašuje: „Vítáme vítěznou německou armádu, která nás osvobodila od nepřítele“ a plně kolaboruje s Němci. Ve své rezidenci (uvnitř lvovského kláštera) ubytoval důstojníky batalionu Nachtigal, stejně postupoval s představiteli armádní rozvědky (dával přednost zvát k obědu právě důstojníky Abwehru). 
23. září po dobytí Kyjeva napsal blahopřejný dopis osobně přímo Adolfu Hitlerovi, v němž vyjádřil poděkování „celého křesťanského světa“ a také, že se bude modlit, aby „Bůh požehnal vítězství jeho, německé armády a německého národa“. Podporoval Němce při jejich dovážení Ukrajinců do Říše na práci („… naučíte se jazyk, poznáte svět, získáte zkušenosti…“). V roce 1943 uniatská církev aktivně podporovala vznik ukrajinské SS divize Galizien. Ještě na začátku roku 1944 nařídil Šeptyckij podřízeným odevzdávat Němcům kostelní zvony jako surovinu pro válečný průmysl. 
Při tom všem byl plný rozporů i jeho vztah k Židům. Partyzány (sovětské) nazýval „židovskými bandity“ a Židy samotné chamtivými, osobně však zachránil před smrtí stovky židovských dětí (např. i syny lvovského a katowického rabína), rabíny a jejich rodiny a další. Do záchrany Židů se zapojil i jeho bratr Kliment (t.č. igumen Univského kláštera), na rozdíl od kontroverzního Andreje vyznamenaný státem Izrael titulem „Spravedlivý mezi národy“. Postupně se Andrej Šeptyckij stal zcela otevřeným odpůrcem německé židovské politiky. 21. listopadu 1942 vydal pastýřský list Nezabiješ! (orig. Не убий!), ve kterém odsoudil nacistická zvěrstva. V této době též tajně vysvětil jako svého nástupce Josipa Slipého.
Snahy dosáhnout jeho prohlášení spravedlivým mezi národy byly dosud navzdory snaze jím zachráněných Židů neúspěšné, což je odůvodňováno tím, že na počátku německého vpádu se stavěl k Němcům značně vstřícně, neboť je původně považoval za civilizovanější než bolševiky a doufal, že umožní Ukrajincům utvořit vlastní stát. Pokus o udělení titulu „Spravedlivý mezi národy“ památníkem Jad Vašem ztroskotal poprvé v r. 1964, dále v r. 1981 a poté ještě mnohokrát. Ve Vatikánu se naproti tomu chystá jeho beatifikace, zahájená blahořečením v roce 2015.

## Citáty

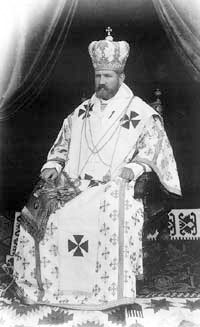
Andrej Šeptyckyj

| „                  | Jsme bratři a sestry jedné rodiny, jsme jak ty kameny a cihly, které společně tvoří pevnou stavbu, jejímž stavitelem je ruka našeho Spasitele, chrám Boží chvály, chrám Katolické církve. Základním kamenem je sám Ježíš Kristus. Na Petrově skále stojí stavba naší církve, veliký Lev XIII. je naším Otcem, jeho stolec je středem naší jednoty. Držme se věrně víry, držme se Petrovy skály, buďme věrni sobě. Věrni našemu Bohu. | “ |
| — Andrej Šeptyckyj | |   |